# Mellana
Mellana (Mlan-a in piemontese) è una frazione del comune di Boves (CN) di circa 250 abitanti, situata sulla sponda destra del torrente Gesso, sul confine con il comune di Cuneo.
Dal 18 luglio 1887 al 1960 passava, nei pressi della frazione, la linea ferroviaria Cuneo-Boves-Borgo San Dalmazzo, ora sostituita dalla strada provinciale "Bovesana".

## Origini
Il nome Mellana deriva da una famiglia nobile, i Melano, che tra il 1600 ed il 1700 possedevano gran parte dei terreni odierni e che tramite testamento donarono alla popolazione la prima cappella.

## Economia
Ad economia prevalentemente agricola (soprattutto piccoli frutti), è famosa per il Santuario dedicato alla Vergine dei Raggi-La Medaglia Miracolosa, per il "Concorso parole ed immagini" (per opere grafiche, fotografie, poesie e prose) e per il campo da golf.
Da diversi anni è presente sul territorio il Consorzio di ricerca sperimentazione e divulgazione per l'ortofrutticoltura piemontese (Creso).

## Monumenti
L'attuale santuario è da attribuirsi all'opera di don Giuseppe Garavagno che iniziò i lavori il 10 agosto 1902 e lo fece consacrare il 20 settembre 1903.
In data 5 marzo 1951 la chiesa di Mellana riceve il titolo di parrocchia.

## I partigiani mellanesi
Dopo l'armistizio dell'8 settembre nella valle del torrente Colla a monte di Boves nacque la prima o una delle primissime bande partigiane italiane. Era formata da giovani locali esperti in materia militare e da reduci della IV armata in ritorno dall'occupazione della Francia del Sud, a comandarla Ignazio Vian. Importantissimo fu il contributo di alcuni giovani mellanesi, il gruppo più numeroso tra le frazioni bovesane. Si procurarono un camion e, armati di fucili e mitragliatrici prelevati dalla caserma della GAF (Guardia Alla Frontiera) vicina alla frazione, salirono in montagna. I partigiani mellanesi, dopo la liberazione, fecero apporre una lapide, ancora presente, presso il coro del Santuario dove ringraziarono la Vergine per la protezione accordata. Aderirono in massima parte alla brigata giellina "Bisalta" ma ci fu anche chi si unì alla 177ª brigata "Garibaldi". Cronache partigiane raccontano anche di un'azione, a opera di Giuseppe Barale e Giovanni Mandrile, nel territorio della frazione avvenuta nell'autunno del '43 nella quale due tedeschi che si trovavano nell'abitato furono catturati dai partigiani.

## Manifestazioni
La festa parrocchiale per la medaglia miracolosa ha luogo ogni anno negli ultimi giorni di luglio, e propone tre serate gastronomiche (solitamente la prima è elaborata con specialità piemontesi e piccoli frutti locali, la seconda con grigliata mista, l'ultima a base di polenta con spezzatino e salsiccia) seguite da balli, esposizioni delle opere dei concorsi e banco di beneficenza.